# Horichia dressleri
Horichia dressleri är en orkidéart som beskrevs av Rudolph Jenny. Horichia dressleri ingår i släktet Horichia och familjen orkidéer. Inga underarter finns listade i Catalogue of Life.